# Lew Tabackin
Lew Tabackin (Philadelphia (Pennsylvania), 26 maart 1940) is een Amerikaanse jazzmuzikant (saxofoon, fluit) en orkestleider, samen met zijn echtgenote Toshiko Akiyoshi.

## Biografie
Tabackin speelde al op de middelbare school tenorsaxofoon en fluit. Hij studeerde vanaf 1958 aan het conservatorium in Philadelphia fluit en compositie bij Vincent Persochetti, dat hij in 1962 voltooide. Na een onderbreking van 1962 tot 1965 bij de United States Army speelde hij met de jazzgitaristen Tal Farlow en Don Friedman. Bovendien speelde hij in de bigbands van Cab Calloway, Joe Henderson, Thad Jones/Mel Lewis en Maynard Ferguson. Eind jaren 1960 leidde hij in Philadelphia een trio en speelde hij in kleinere bands met Elvin Jones, Donald Byrd, Attila Zoller en Roland Hanna. Hij speelde ook in The Tonight Show, een tv-talkshow met Dick Cavett. In Europa was hij in 1968/1969 solist bij het Danish Radio Orchestra en bij de Hamburg Jazz Workshop van de NDR.
In 1969 trouwde hij met de componiste en pianiste Toshiko Akiyoshi, met wie hij sinds 1968 speelde in een kwartet, in 1970/1971 toerde hij in Japan en na de verhuizing in 1972 naar Los Angeles begon een langjarige partnerschap in eigen bigbands (Toshiko Akiyoshi-Lew Tabackin Bigband tot 1982. Na de verhuizing naar New York formeerden ze het Toshiko Akiyoshi Jazz Orchestra feat. Lew Tabackin), waarin hij ook als een van de hoofdsolisten speelde.
In Los Angeles speelde hij ook met Shelly Manne en in eigen trio's met o.a. Billy Higgins, John Heard en Charlie Haden, later met drummer Joey Baron en bassist Michael Moore. In 1974 bracht hij zijn eerste album Lew Tabackin uit onder zijn eigen naam. Tijdens de jaren 1980 woonde hij weer in New York, won hij meerdere DownBeat-polls als fluitist en nam hij een gerespecteerd album op met Phil Woods. Tijdens de jaren 1990 verschenen albums van zijn eigen bands bij Concord Records. Tegenwoordig (2019) leidt Tabackin een trio met de bassist Yasushi Nakamura en de drummer Mark Taylor.

## Discografie

### Als leader
- 1989: Desert Lady (Concord Records) met Hank Jones, Dave Holland, Victor Lewis
- 1992: I'll Be Seeing You (Concord Records) met Benny Green, Peter Washington, Lewis Nash
- 1994: What A Little Moonlight Can Do (Concord Records)dto.
- 1988-94: Pyramid (Koch Records) met het Nederlands Metropole Orkest o.l.v. Rob Pronk
- 1996: Tenority (Concord Records) met  Randy Brecker, Don Friedman

### Als sideman
- 1970: Donald Byrd: Electric Byrd (Blue Note Records)
- 1971-80: George Gruntz: The MPS Years (MPS Records)
- 1980: Phil Woods/Lew Tabackin: Phil Woods/Lew Tabackin (Evidence Records)
- 1987: Bennie Wallace: The Art of the Saxophone (Denon)

- Bibliothèque nationale de France: cb13900247b (data)
- Gemeinsame Normdatei: 135123496
- International Standard Name Identifier: 0000 0001 1444 3951
- Library of Congress Control Number: n78023427
- MusicBrainz: 8200ec92-13a1-4ce6-bc1c-833e9607fa18
- Nationale Bibliotheek van Tsjechië: ola2002158374
- Nationale Bibliotheek van Israël: 987007419841105171
- Nederlandse Thesaurus van Auteursnamen: 100941567
- Système universitaire de documentation: 169229238
- Virtual International Authority File: 54333930
- WorldCat: E39PBJbtm9WjV8rCDT6WX43G73